# Yukio
Yukio ist ein japanischer, männlicher Vorname. Die genaue Bedeutung hängt von der jeweiligen Schreibweise ab, von denen das Namenswörterbuch ENAMDICT mehr als 200 kennt.

## Bekannte Namensträger
- Yukio Akakariyama (* 1975), japanischer Poolbillardspieler
- Yukio Edano (* 1964), japanischer Politiker der Demokratischen Fortschrittspartei, Abgeordneter im Shūgiin, dem Unterhaus, für den 5. Wahlkreis Saitama und ehemaliger Chefkabinettssekretär und Wirtschaftsminister
- Yukio Endō (1937–2009), japanischer Kunstturner
- Yukio Fujimaki (1960–2014), japanischer Unternehmer und Politiker und von 2012 bis 2014 Abgeordneter im Sangiin
- Yukio Gotō (vor 1920–?), japanischer Fußballspieler
- Yukio Hatoyama (* 1947), japanischer Politiker und ehemaliger Abgeordneter im Shūgiin
- Yukio Imanaka (* 1949), Bariton-Sänger
- Yukio Kasaya (1943–2024),  japanischer Skispringer
- Yukio Kitahara (* 1957),  japanischer Dirigent und ehemaliger Generalmusikdirektor in Aachen
- Yukio Kotani (* 1931), Professor für vergleichende Literaturwissenschaften an der Risshō-Universität in Tokio, literarischer Übersetzer und Lyriker
- Yukio Matsumoto (* 1944), japanischer Mathematiker
- Mishima Yukio (1925–1970), Schriftsteller und nationalistischer politischer Aktivist
- Yukio Mochizuki (* 1971), japanischer Biathlet
- Yukio Ota (* 1939), japanischer Grafikdesigner
- Ozaki Yukio (1858–1954), japanischer Politiker und einer der Väter der japanischen parlamentarischen Demokratie
- Yukio Peter (* 1984), nauruischer Gewichtheber
- Rohō Yukio (* 1980), ehemaliger Sumōringer ossetischer Abstammung aus Russland
- Yukio Sakano (* 1976), ehemaliger japanischer Skispringer
- Yukio Shimomura (* 1932), ehemaliger japanischer Fußballspieler
- Tsuda Yukio (1917–1979),  japanischer Fußballnationalspieler
- Yukio Yamanouchi (* 1946), japanischer Rechtsanwalt, Autor und Schauspieler

## Astronomie
- (5513) Yukio, Asteroid des Hauptgürtels